# 布·古斯塔夫松
布·古斯塔夫松（瑞典語：Bo Gustafsson，1954年9月29日—），瑞典男子田径运动员，主攻竞走。他曾代表瑞典参加1980年、1984年和1988年夏季奥林匹克运动会田径比赛，获得男子50公里竞走银牌。